# Douglas SBD Dauntless
Douglas SBD Dauntless var et amerikansk dykbombefly. Flyet er kendt fra 2. verdenskrig, og sænkede mere tonnage af japanske skibe end nogen anden flytype, blandt andet fire hangarskibe i Slaget om Midway.

## Udgaver
- SBD-1 Dauntless – Første produktionsudgave. Udstyret med en Wright R-1820-32 Cyclone motor med en ydelse på 1.000 hk. Den havde en bevæbning bestående af tre 7,62 mm maskingeværer og et fæstepunkt under bugen med kapacitet for op til 544 kg bomber. 57 SBD-1 blev produceret for United States Marine Corps. Af dem blev otte senere konverteret til fotorekognosceringsfly, og fik betegnelsen SBD-1P.

- SBD-2 Dauntless – Som SBD-1, men med bedre pansring, selvtættende brændstoftanke og bedre brændstofkapacitet. På denne udgave introduceredes to fæstepunkter til 100-punds bomber, en under hver vinge. 87 SBD-2 blev produceret. Af dem blev 14 senere konverteret til fotorekognosceringsfly og fik betegnelsen SBD-2P.

- SBD-3 Dauntless – Den første udgave, der blev produceret i større antal. Udstyret med en Wright R-1820-52 med en ydelse på 1.000 hk. Bevæbningen bestod af to 12,7 mm maskingeværer og to 7,62 mm maskingeværer og en kapacitet for op til 726 kg bomber. 584 SBD-3 blev produceret plus 168 for United States Army Air Forces som SBD-3A, der senere fik betegnelsen A-24 Banshee. 43 SBD-3 blev konverteret til fotorekognosceringsfly og fik betegnelsen SBD-3P.

- SBD-4 Dauntless – Som SBD-3, men med forbedringer som blandt andet en bedre propel og forbedrede elektriske systemer. 780 SBD-4 blev produceret.

- SBD-5 Dauntless – Den udgave, der blev produceret i højest antal. Udstyret med en Wright R-1820-60 Cyclone motor med en ydelse på 1.200 hk og øget brændstofkapacitet. 2.965 SBD-5 blev produceret. Yderligere 60 fly blev produceret til den amerikanske hærs luftvåben, og blev senere overføret til US Marines og fik betegnelsen SBD-5A.

- SBD-6 Dauntless – Den sidste udgave, der blev produceret. Som SBD-5, men udstyret med en Wright R-1820-66 Cyclone motor med en ydelse på 1.350 hk og yderligere øget brændstofkapacitet. En blev konverteret fra en SBD-5 og 450 blev produceret.

- A-24 Banshee – 168 fly svarende til SBD-3 produceret til den amerikanske hærs luftvåben. Fik senere betegnelsen RA-24.

- A-24A Banshee – 170 fly svarende til SBD-4 produceret til den amerikanske hærs luftvåben. Fik betegnelsen RA-24A i 1942 og betegnelsen F-24A i 1948.

- A-24B Banshee – 615 fly svarende til SBD-5 produceret til den amerikanske hærs luftvåben. Fik betegnelsen RA-24B i 1943 og betegnelsen F-24B i 1948.

I alt bygget i 5.936 eksemplarer.